# Getreidebrücke (Ljubljana)
Die Getreidebrücke (Slowenisch: Žitni most) ist eine im August 2010 eröffnete Fußgängerbrücke über die Ljubljanica im Zentrum von Ljubljana, der Hauptstadt Sloweniens. Sie verbindet auf der Höhe der Usnjarska ulica (Gerberstraße) das Petkovšek-Ufer (Petkovškovo nabrežje) auf der linken Seite des Flusses mit dem Polje-Damm (Poljanski nasip) auf seiner rechten Seite. 
Das Bauwerk liegt zwischen Drachenbrücke und St. Peters-Brücke.
Die Brücke ist nach dem Getreideplatz benannt, einem früheren Namen des nahe gelegenen Ambrož-Platzes (Ambrožev trg), der im 19. Jahrhundert für den Getreidehandel genutzt wurde.

## Beschreibung
Der Steg ist als bogenförmige Betonkonstruktion ausgeführt. Es besteht aus zwei Bögen. Die Gesamtlänge des beträgt 36 Meter, die Breite 3,8 Meter. Die Lauffläche verbreitert sich in der Mitte auf 5,3 Meter und ist als Aussichtsplattform mit einer Bank auf jeder Seite gestaltet. Die Oberfläche der Fußgängerbrücke ist mit Tonalit- und Impala-Steinplatten gepflastert. Der Steg besitzt über seine gesamte Länge eine doppelseitiger Edelstahlzaun mit integrierter Beleuchtung. Der Zugang erfolgt stufenlos.